# Michael Třeštík
Michael Třeštík (ur. 18 września 1947 w Pradze) – czeski architekt, prozaik, publicysta, wydawca, producent filmowy, krytyk i popularyzator sztuki; syn Vladimíra i Libušy, mąż Heleny, ojciec Tomáša.

## Biografia
Wychował się w rodzinie kompozytora i pianisty Vladimíra (1894-1981) oraz poetki  Libušy (1905-2001). Jeszcze w trakcie nauki w szkole poważnie zainteresował się literaturą. Pisał wiersze, a w 1964 wraz z Emilem Michálkiem i Ludvíkiem Hessem założył czasopismo literackie „Divoké víno”, którego został na krótko redaktorem naczelnym. Po ukończeniu szkoły średniej (1965) studiował architekturę na Wydziale Budowlanym Politechniki Czeskiej w Pradze (1965-1971). Później pracował w miejskim biurze projektowym. Będąc zatrudnionym, ukończył studium fizyki budowlanej w PCz. 1979-1989 pracował jako specjalista akustyki miejskiej w Min. Budownictwa i Techniki.
Po 1989 zaczął współpracować z tygodnikiem „Tvorba”. Następnie został red. nacz. tygodnika „Kmen”, który przemianował na „Tvar”. W 1990 zainicjował powstanie agencji wydawniczej dla publikacji serii encyklopedycznej Kdo je kdo?, a 1992 wyd. „Modry jezdec”. Wspólnie ze swoją żoną, Heleną (ur. 1949) powołał fundację dla wsparcia dokumentarystyki filmowej „Člověk a čas”. Został też współautorem głównego projektu tej fundacji, „Přelom tisíciletí” (cz. Przełom tysiącleci). Od 1994 poświęca się gł. kierownictwem produkcji filmów dokumentalnych swojej żony (m.in. Sladké století, Rozkoš bez rizika i Forte a piana). Od 1997 jest dyrektorem agencji wydawniczej „Kdo je kdo?”, która w odstępach czasowych wydaje aktualizowaną encyklopedię biograficzną pod jego redakcją pt. Kdo je kdo v České republice na přelomu 20. století. W 2005 wspólnie z Danielą Čechovą i Jolaną Stádníkovą założył internetowy dom aukcyjny „eAntik”, zajmujący się sprzedażą zabytkowych przedmiotów codziennego użytku i sztuki.

## Publikacje
- Kdo je kdo = Who is who : osobnosti české současnosti : 5000 životopisů. 5. vyd. Praha : Agentura Kdo je kdo, 2005. 775 s. ISBN 80-902586-9-7. [red.]
- Zdi tvé. 2. vyd. Praha : Československý spisovatel, 1990. 433 s. ISBN 80-202-0149-1. [wspólnie z P. Kostíkiem].
- Muzea a galerie v Praze = Museums and galleries in Prague. 1. vyd. Praha : Agentura Kdo je kdo, 2000. 263 s. ISBN 80-902586-4-6. [wspólnie z D. Čechovą].
- Sochy v Praze 1980-2000 : současné sochařství v pražském veřejném prostoru = Sculptures in Prague. 1. vyd. Praha : Agentura Kdo je kdo, 2000. 142 s. ISBN 80-902586-5-4. [wspólnie z J. Stádníkovą]